# 大人物 (小說)
《大人物》是台灣武俠小說家古龍中期的作品。1971年3月至11月，香港〈武俠春秋〉50-82期連載，1971年10月春秋出版。

## 故事大綱
田府的大小姐田思思得知自己心目中的三位大人物都在江南，她便離家前往當地，想要一睹這些大人物的風采，她的朋友楊凡是個普通的青年，因為擔心思思也隨她前去。隨著旅程進展，田思思發現那三位大人物有些虛有其表，有些孤獨、寂寞或陰暗，完全不是自己心目中的樣子，而始終跟隨在自己身邊平庸的楊凡才是真正的大人物。

## 主要人物
楊凡：相貌平凡，性格溫和，是古龍小說裏唯一一個不英俊瀟灑的男主角。但他足智多謀，在平凡之中顯出不平凡，由於他的存在，揭穿了一個大陰謀，也使一場武林浩劫消於無形中。
田思思：田府大小姐，從小驕生慣養，比較任性，但本性依然善良，她心中充滿幻想，一心要走出家門嫁個大人物，事實給了她教育：大人物的樣子不是寫在臉上的。

## 次要人物
秦歌：英俊飄逸，性格堅韌。二十年那年一戰成名，愛在脖子上戴一條紅魚紗巾，是廣大少女心中的偶像、夢中的英雄，也惹得田大小姐毫無緣由的愛慕。
柳風骨：江南第一名俠，武功江南第一，機智天下無雙。
田心：是田府丫環，田思思的貼心人，兩人無話不談，對人和事有著自己獨到的見解，比田思思少了一份天真，多了一份世故與成熟。
王大娘：完美的女人。
張好兒：江湖第一名女子，而且還是個俠妓，非但床上的功夫高人一等，手底下的功夫也不弱。

## 小說目錄
1. 紅絲巾
2. 一百零八刀
3. 金絲雀和一群貓
4. 優雅的王大娘
5. 王大娘的真面目
6. 粉紅色的刀
7. 大小姐與豬八戒
8. 上西天的路途
9. 排場十足的張好兒
10. 寂寞的大小姐
11. 安排
12. 不是好事
13. 男人喜歡到的地方
14. 秦歌，秦歌
15. 大英雄本色
16. 不速之客
17. 英雄與醉酒鬼
18. 做大英雄的滋味
19. 賭場和廟
20. 鬼屋
21. 少女的心
22. 似真似幻
23. 高手
24. 誰是高手
25. 神偷‧跛子‧美婦人
26. 酒與醉
27. 梵音寺
28. 意想不到的事
29. 楊凡和柳風骨
30. 絕路
31. 請君入棺
32. 大人物